# Yoko! Jakamoko! Toto!
Yoko! Jakamoko! Toto! est une série télévisée d'animation britannique en 56 épisodes créée par Tony Collingwood, produite par Collingwood O'Hare et HIT Entertainment, et diffusée du 2 juin 2003 au 29 août 2005 sur CITV.
En France, elle a été diffusée sur Piwi[réf. souhaitée].  Au Canada anglophone, elle a été diffusée à partir de l'automne 2003 sur TVOntario.
La série a été acquise par CBeebies pour son bloc de programmes Big Fun Time.

## Synopsis
La série télévisée parle d'un oiseau de paradis, d'un tatou et d'un singe-araignée qui se trouvent en pleine nature sauvage, où ils vivent des aventures ; la seule façon qu'ils ont de pouvoir communiquer entre eux est de s'appeler par leur nom.